# Медаль имени П. П. Семёнова-Тян-Шанского
Серебряная и золотая медаль имени Петра Петровича Семёнова — награды Императорского Русского географического общества и Русского географического общества.

## История
Медали были учреждены в 1898 году в честь Петра Петровича Семёнова-Тян-Шанского по случаю исполнившегося 27 января 1898 года 25-летия состояния его в должности вице-председателя общества. Назначение золотой и серебряной медалей им. П. П. Семёнова являлось «поощрением трудов преимущественно русских путешественников и ученых по географическому, в обширном смысле слова, изучению России, стран, с нею сопредельных, а равно и тех из более отдаленных стран, которые имеют отношение к России». В 1930 году все награждения были прекращены.
29 августа 1946 года, в связи со столетним юбилеем Географического общества, Совет Министров СССР утвердил новое положение о медалях и премиях Общества. На основании этого постановления было восстановлено присуждение и вручение медалей им. П. П. Семёнова-Тян-Шанского — один раз в два года (вместе с премией 61 000 рублей). Золотая медаль имени П. П. Семенова по новому положению присуждается за следующие заслуги:
1. «Первые восхождения на высокие горные вершины, если эти восхождения доставили новые географические сведения»;
2. «Этнографические экспедиционные исследования народов СССР и других стран, доставившие новые важные результаты»;
3. «Географические описания более или менее обширных частей СССР и других стран, хотя бы основанные не на собственных наблюдениях, однако заключающие в себе не только свод всего, что известно об этих местностях, но и самостоятельные взгляды и выводы относительно различных географических данных»;
4. «Сочинения по общему землеведению, палеогеографии, биогеографии, географии почв, экономической и политической географии, статистике, этнографии, народоведению, исторической географии и истории географических знаний и открытий, заключающие в себе полную сводку имеющегося в науке материала и находящиеся на уровне современного состояния науки».

С 2012 года решением Управляющего совета РГО медаль вновь утверждена как одна из высших наград Русского географического общества. Она присуждается за следующие заслуги: географические описания обширных частей России и других стран, основанные на собственных наблюдениях и заключающие в себе самостоятельные взгляды и выводы относительно различных географических данных; за исследования географических проблем охраны окружающей среды и рационального использования природных ресурсов.

## Награждённые медалью им. П. П. Семёнова

### Золотая медаль
Первым обладателем Золотой медали имени П. П Семёнова 14 января 1898 года, по итогам 1897 года, стал Свен Людвигович Гедин, за 4-летнее путешествие в Центральной Азии. Далее:

| - 1898 Клейбер Вильгельм Генрихович - 1899 Брейтшнейдер Эмилий Васильевич - 1900 Керсновский Иосиф Аполлинариевич - 1901 Зюсс, Эдуард - 1902 Казнаков, Александр Николаевич - 1903 Кузнецов, Николай Иванович - 1905 Вознесенский, Аркадий Викторович - 1906 Шмидт, Пётр Юльевич - 1907 Срезневский, Борис Измайлович - 1908 Танфильев, Гавриил Иванович - 1909 Берг, Лев Семёнович - 1910 Мерцбахер, Готфрид - 1911 Сапожников, Василий Васильевич - 1912 Бутурлин, Сергей Александрович - 1913 Морозов, Георгий Фёдорович - 1914 Массальский, Владислав Иванович - 1915 Высоцкий, Георгий Николаевич - 1924 Прасолов Леонид Иванович - 1924 Сушкин Пётр Петрович - 1925 Неуструев Сергей Семенович | - 1925 Азадовский Марк Константинович - 1927 Рейнгард Анатолий Людвигович - 1928 Полынов Борис Борисович - 1929 Захаров Сергей Александрович - 1930 Дубянский Владимир Андреевич - 1947 Арутюнянц, Александр Макарьевич - 1947 Гамалеев, Николай Яковлевич - 1947 Кокшаров, Александр Филимонович - 1947 Рапасов Павел Николаевич - 1947 Рацек Владимир Иосифович - 1949 Сукачев Владимир Николаевич - 1951 Баранский Николай Николаевич - 1954 Марков Константин Константинович - 1958 Ушаков Павел Владимирович - 1960 Лебедев Дмитрий Михайлович - 1963 Арманд Давид Львович - 1963 Исаченко Анатолий Григорьевич - 1965 Руденко Сергей Иванович - 1966 Ольдерогге Дмитрий Алексеевич - 1970 Джоашвили, Вахтанг Шалвович | - 1970 Дмитревский Юрий Дмитриевич - 1970 Мильков Федор Николаевич - 1973 Белов Михаил Иванович - 1976 Ермолаев Михаил Михайлович - 1976 Станюкович Кирилл Владимирович - 1978 Комар Игорь Валерьянович - 1980 Саушкин Юлиан Глебович - 1984 Добровольский Всеволод Всеволодович - 1986 Алаев Энрид Борисович - 1987 Агафонов, Николай Тимофеевич - 1988 Есаков Василий Алексеевич - 1992 Разумовский Владимир Михайлович - 1992 Ретеюм, Алексей Юрьевич - 1996 Чибилев Александр Александрович - 1999 Орленок Вячеслав Владимирович - 2004 Постников Алексей Владимирович - 2011 Алексеенко Владимир Алексеевич - 2013 Ермолаев Олег Петрович - 2015 Джон О’Локлин - 2015 Бакланов Пётр Яковлевич - 2024 Колосов Владимир Александрович |

См. также: Награждённые Золотой медалью имени П. П. Семёнова

### Серебряная медаль
Первая Серебряная медаль имени П. П. Семёнова была присуждена в январе 1900 года, по итогам 1899 года, М. А. Лялиной, за популяризацию географических трудов русских путешественников.